# Лоренцо Ламас
Лоренцо Ламас (англ. Lorenzo Lamas; нар. 20 січня 1958) — американський актор, найбільш відомий за ролями в таких «мильних операх» як «Фелкон Хрест» (англ. Falcon Crest, 1981—1990), «Зухвалі і красиві», фантастико-пригодницькому серіалі «Безсмертний» (англ. The Immortal, 2000—2001), гостросюжетному пригодницькому телесеріалі «Ренегат» та фантастичному фільмі «Фехтувальник» (англ. The Swordsman, 1992).

## Біографія
Лоренцо Ламас народився 20 січня 1958 року у Санта-Моніці штат Каліфорнія в родині відомого аргентинського актора Фернандо Ламаса та американської актриси Арлін Дал. У 1968 році родина переїхала в Нью-Йорк. Там Лоренцо навчався спочатку в приватній школі, а потім в закритому привілейованому коледжі. Потім вступив до Військової Академії імені генерала Фаррагута, яку успішно закінчив у 1975 році. Переїхавши до Каліфорнії Лоренцо став вчитися в Студії кіноакторів Тіма Барра, і вже наступного року отримав невелику роль в телевізійному шоу. Починає захоплюватися єдиноборствами, стає майстром карате і тхеквондо. Крім східних єдиноборств, Ламас захоплюється мотоперегонами, в 1985 році він закінчив школу мотогонщиків Джима Рассела.

## Фільмографія
| Рік       |    | Українська назва                           | Оригінальна назва                               | Роль                                                  |
| --------- | -- | ------------------------------------------ | ----------------------------------------------- | ----------------------------------------------------- |
| 2020      | ф  |                                            | Bleach                                          | Елмер Пекстон                                         |
| 2020      | кф |                                            | Exorcist Academy                                | Стів                                                  |
| 2020      | ф  |                                            | Scorpion Girl: The Awakening                    | Агент ФБР                                             |
| 2019      | с  | Незаймана Джейн                            | Jane the Virgin                                 | 1 епізод                                              |
| 2019      | ф  |                                            | Las Vegas Vietnam: The Movie                    | Лідер банди                                           |
| 2018      | ф  | Ненаписане                                 | Unwritten                                       | Генерал Лейн                                          |
| 2018      | ф  | Водій                                      | Driver                                          | Реггі                                                 |
| 2017      | ф  |                                            | BorderCross                                     | Денні Джексон                                         |
| 2017      | с  |                                            | Scorpion Girl                                   | Хуліо Гарсіа                                          |
| 2016—2017 | с  |                                            | Lucha Underground                               | Радник Дельгадо                                       |
| 2017      | ф  |                                            | Boone: The Bounty Hunter                        | Волкер                                                |
| 2017      | ф  | Секрети обману                             | Secrets of Deception                            | Грегг                                                 |
| 2016      | кф | Зоряний                                    | Star-Burned                                     |                                                       |
| 2016      | с  | Під заставу                                | Bail Out                                        | 2 епізоди                                             |
| 2016      | ф  | Кінобожевілля                              | Movie Madness                                   | Детектив Ейвері                                       |
| 2016      | ф  | За межами гри                              | Beyond the Game                                 | Тренер                                                |
| 2016      | ф  | Молитва ніколи не зазнає невдачі           | Prayer Never Fails                              | Суддя Роджерс                                         |
| 2015      | ф  | Божий клуб                                 | God's Club                                      | Спенсер Ріверс                                        |
| 2015      | ф  | Атомний Едем                               | Atomic Eden                                     | Натан-Змія                                            |
| 2015      | тф |                                            | Sharknado 3: Oh Hell No!                        | Сержант Рок                                           |
| 2015      | ф  | Американський пляжний будинок              | American Beach House                            | Охоронець Джо                                         |
| 2015      | ф  |                                            | WWJD What Would Jesus Do? The Journey Continues | Джек                                                  |
| 2015      | ф  | Справжня кров — справжній початок          | Real Blood: The True Beginning                  | Отець Діас                                            |
| 2014      | мс | Американський тато!                        | American Dad!                                   | Охоронець (голос)                                     |
| 2014      | ф  | Мене звуть ніхто                           | My Name Is Nobody                               | Сеньйор Сантьяго                                      |
| 2014      | ф  | Брате, що трапилось?                       | Bro, What Happened?                             | Чіба                                                  |
| 2014      | ф  | Бути американцем                           | Being American                                  | Том                                                   |
| 2014      | кф | Інстаграм-інтервенція з Трояном Беллісаріо | Instagram Intervention with Troian Bellisario   |                                                       |
| 2014      | с  | Трудоголіки                                | Workaholics                                     | Рік Мессіна                                           |
| 2014      | ф  |                                            | The Ten: Take                                   | Джеролд                                               |
| 2013      | ф  | Маленький різдвяний бізнес                 | A Little Christmas Business                     | Біллі Бакстер                                         |
| 2013      | тф | Велосипедні поліцейські Ван Найс           | Bike Cops Van Nuys                              | Понч                                                  |
| 2013      | с  | Дівчата-привиди                            | Ghost Ghirls                                    | Джон                                                  |
| 2010—2013 | с  |                                            | Big Time Rush                                   | Доктор Голлівуд                                       |
| 2013      | ф  | Кафедральний каньйон                       | Cathedral Canyon                                | Карл Ромеро                                           |
| 2013      | кф |                                            | Die When I'm Young                              |                                                       |
| 2009—2013 | мс | Фінеас і Ферб                              | Phineas and Ferb                                | Міп (голос)                                           |
| 2013      | ф  | Ранчо динозаврів                           | Raptor Ranch                                    | Спецагент Логан                                       |
| 2013      | с  | Шоу Джо Шмо                                | The Joe Schmo Show                              | 2 епізоди                                             |
| 2012      | ф  |                                            | Ash Global                                      | Брюс                                                  |
| 2012      | с  |                                            | Yalan Dünya                                     | 1 епізод                                              |
| 2012      | ф  | Повернення до помсти                       | Return to Vengeance                             | Бреді                                                 |
| 2011      | тф | Анонімні актори                            | Actors Anonymous                                |                                                       |
| 2011      | с  |                                            | NTSF:SD:SUV                                     | Феліпе Калдерон                                       |
| 2011      | ф  | Удар у спину                               | Backstabber                                     | Френк Претер                                          |
| 2011      | кф |                                            | Let Lorenzo                                     |                                                       |
| 2010      | кф |                                            | Pee-wee Goes to Sturgis (відео)                 |                                                       |
| 2009      | в  | Два мільйони років по тому                 | Mega Shark vs. Giant Octopus                    | Аллан Бакстер                                         |
| 2009      | ф  | Мексиканське золото                        | Mexican Gold                                    | Коул                                                  |
| 2008      | ф  | Шанс китайця                               | Chinaman's Chance: America's Other Slaves       | Отець Сміт                                            |
| 2007      | в  | Наутилус: Повелитель океану                | 30,000 Leagues Under the Sea                    | лейтенант Майкл Арронакс                              |
| 2007      | в  | Диявол у жіночому образі                   | Succubus: Hell-Bent                             | Льотний інструктор                                    |
| 2004—2006 | с  | Зухвалі і красиві                          | The Bold and the Beautiful                      | Гектор Рамірес                                        |
| 2006      | в  | 18 пальців смерті!                         | 18 Fingers of Death!                            | Антоніо Бандана                                       |
| 2006      | кф |                                            | Body of Work                                    | Джеймс Альтман                                        |
| 2005      | ф  | Людина з нікуди                            | The Nowhere Man                                 |                                                       |
| 2005      | ф  |                                            | Killing Cupid                                   | Шейн                                                  |
| 2005      | в  | Раби                                       | Thralls                                         | Пан Джонс                                             |
| 2005      | ф  | Виклик смерті                              | Lethal                                          | Анатолій Федоров                                      |
| 2004      | в  | Невидиме зло 2                             | Unseen Evil 2                                   | Біггз                                                 |
| 2004      | ф  | Фантастичний боєць                         | Sci-Fighter                                     | Ендрю Дін                                             |
| 2004      | с  | Ріно 911!                                  | Reno 911!                                       | Помічник шерифа Гарсіа                                |
| 2004      | тф | Острів раптора                             | Raptor Island                                   | Геккет                                                |
| 2004      | в  |                                            | Air America: Operation Jaguar                   | Ріо Арнетт                                            |
| 2004      | тф | Глибоке зло                                | Deep Evil                                       | Трейнер                                               |
| 2004      | ф  | Латинський дракон                          | Latin Dragon                                    | Френк                                                 |
| 2004      | ф  |                                            | Motocross Kids                                  | Еван                                                  |
| 2003      | в  |                                            | Dark Waters                                     | Дейн Квотрелл                                         |
| 2003      | ф  | Тринадцять мерців                          | 13 Dead Men                                     | Сантос                                                |
| 2003      | в  | Швидкий обмін                              | Rapid Exchange                                  | Кетчум                                                |
| 2003      | тф | Райський вірус                             | The Paradise Virus                              | Пол Джонсон                                           |
| 2002      | тф | Ранчо «Надія»                              | Hope Ranch                                      | Кольт Вебб                                            |
| 2002      | в  | Схема 2: Останній удар                     | The Circuit 2: The Final Punch                  | Макс                                                  |
| 2000—2001 | с  | Безсмертний                                | The Immortal                                    | Рейф (Рафаель) Кейн                                   |
| 1999      | ф  | Муза                                       | The Muse                                        |                                                       |
| 1998—1999 | с  |                                            | Air America                                     | Ріо Арнетт                                            |
| 1998      | мс | Вторгнення в Америку                       | Invasion America                                | Кейл-Ооша (голос)                                     |
| 1998      | ф  | Борг                                       | Back to Even                                    | Мітч                                                  |
| 1998      | ф  | Підземний струм                            | Undercurrent                                    | Майк Агуайо                                           |
| 1997      | ф  | Лють                                       | The Rage                                        | Нік Тревіс                                            |
| 1992—1997 | с  | Ренегат                                    | Renegade                                        | Рено Рейнс / Вінс Блек                                |
| 1997      | ф  | Чорний світанок                            | Black Dawn                                      | Джейк Кілканін                                        |
| 1996      | ф  |                                            | Terminal Justice                                | Сержант Боббі Чейз                                    |
| 1996      | ф  | Маска смерті                               | Mask of Death                                   | Мейсон / МакКенна                                     |
| 1995      | ф  | Поліцейський гладіатор                     | Gladiator Cop                                   | Ендрю Гаррет                                          |
| 1995      | ф  | Опівнічна людина                           | Midnight Man                                    | Джон Кан                                              |
| 1994      | ф  | Погана кров                                | Bad Blood                                       | Тревіс Блекстоун                                      |
| 1994      | тф | Плоть і диявол                             | La carne e il diavolo                           | Гропіус                                               |
| 1994      | в  | Фінальний раунд                            | Final Round                                     | Тайлер Вердіккіо                                      |
| 1993      | ф  |                                            | CIA II: Target Alexa                            | Марк Грейвер                                          |
| 1993      | в  | Вільний мисливець                          | Bounty Tracker                                  | Джонні (Джонатан) Дамон                               |
| 1992      | ф  |                                            | CIA Code Name: Alexa                            | Марк Грейвер                                          |
| 1992      | в  |                                            | Snake Eater III: His Law                        | «Солдат» / Джек Келлі                                 |
| 1992      | ф  | Фехтувальник / Мечник                      | The Swordsman                                   | Ендрю                                                 |
| 1992      | ф  | Остаточний вплив                           | Final Impact                                    | Нік Тейлор                                            |
| 1991      | ф  | Вулиці смерті                              | Killing Streets                                 | Чарлі Вольф                                           |
| 1991      | с  | Дорогий Джон                               | Dear John                                       | Алехандро Брасерос                                    |
| 1991      | ф  | Ніч воїна                                  | Night of the Warrior                            | Майлз Кін                                             |
| 1990      | с  | Автостопник                                | The Hitchhiker                                  | Том Астор                                             |
| 1981—1990 | с  | Фелкон Крест                               | Falcon Crest                                    | Ленс Камсон                                           |
| 1989      | ф  |                                            | Snake Eater II: The Drug Buster                 | «Солдат» / Джек Келлі                                 |
| 1989      | ф  |                                            | Snake Eater                                     | «Солдат» / Джек Келлі                                 |
| 1980—1986 | с  | Човен кохання                              | The Love Boat                                   | Бретт Кларк / Грегорі Папанополіс / Антоніо Бельмонте |
| 1984      | ф  | Рок тіла                                   | Body Rock                                       | Чіллі                                                 |
| 1983      | с  | Готель                                     | Hotel                                           | Діз Вайлдер                                           |
| 1983      | с  | Острів фантазій                            | Fantasy Island                                  | Річард Воррінгтон                                     |
| 1980—1981 | с  | Таємниці Мідленд-Гайтс                     | Secrets of Midland Heights                      | Берт Керролл                                          |
| 1980      | тф | Об’їзд до терору                           | Detour to Terror                                | Джеймі                                                |
| 1979      | с  | Каліфорнійська лихоманка (мінісеріал)      | California Fever                                | Рік                                                   |
| 1979      | ф  | Обіцянки в темряві                         | Promises in the Dark                            | Джош                                                  |
| 1979      | ф  | Навіс                                      | Tilt                                            | Кейсі Сільвервотер                                    |
| 1979      | с  | Шановний детектив                          | Dear Detective                                  | 1 епізод                                              |
| 1979      | ф  |                                            | Take Down                                       | Нік Кілвітус                                          |
| 1978      | с  | Меч Справедливості                         | Sword of Justice                                | Донно Нованті                                         |
| 1978      | ф  | Бріолін                                    | Grease                                          | Том Чисум                                             |
| 1977      | с  |                                            | Switch                                          | Тоні / Собранскі                                      |
| 1969      | ф  | Сто рушниць                                | 100 Rifles                                      | Хлопець-індіанець                                     |

## Нагороди і номінації
| Роки | Нагороди                                                       | Номінації                                                               | Роботи              | Результати |
| ---- | -------------------------------------------------------------- | ----------------------------------------------------------------------- | ------------------- | ---------- |
| 2019 | Genre Celebration Festival                                     | Найкращий драматичний фільм                                             | «Водій»             | Перемога   |
| 2017 | Atlantic City Cinefest                                         | Найкращий драматичний фільм                                             | «Водій»             | Перемога   |
| 2017 | Головна нагорода журі (Nevada International Film Festival, US) | Найкращий фільм Невади                                                  | «Водій»             | Перемога   |
| 2016 | International Filmmaker Festival of World Cinema, London       | Найкращий художній фільм                                                | «Атомний Едем»      | Номінація  |
| 2007 | Imagen Foundation Awards                                       | Найкращий актор другого плану (телебачення)                             | «Зухвалі і красиві» | Номінація  |
| 2005 | «Золотая роза» (Rose d'Or Light Entertainment Festival)        | Найкращий актор мильної опери                                           | «Зухвалі і красиві» | Номінація  |
| 1986 | Soap Opera Digest Award                                        | Найкращий актор другого плану (прайм-тайм серіал)                       | «Фелкон Крест»      | Номінація  |
| 1986 | Soap Opera Digest Award                                        | Найкращий виконавець комічної характерної ролі (прайм-тайм серіал)      | «Фелкон Крест»      | Номінація  |
| 1985 | «Золота малина»                                                | Найгірший актор                                                         | «Рок тіла»          | Номінація  |
| 1983 | «Золотий глобус»                                               | Найкраща чоловіча роль другого плану (серіал, мінісеріал або телефільм) | «Фелкон Крест»      | Номінація  |
| 1982 | «Золоте яблуко»                                                | Відкриття року                                                          |                     | Перемога   |